# CFMOTO
Zhejiang Chunfeng Power Co., Ltd., bekannt als CFMOTO ist ein chinesischer Hersteller von Motorrädern, Quads und Motoren mit Sitz in Hangzhou, Zhejiang. 

## Geschichte
CFMOTO wurde 1989 als Hangzhou CFMOTO Power Co., Ltd. gegründet. Das Unternehmen begann mit der Produktion von Motorrädern und entwickelte sich schnell zu einem bedeutenden Akteur auf dem chinesischen Markt. In den frühen 2000er Jahren erweiterte CFMOTO sein Produktionsprogramm um ATVs (All-Terrain Vehicles) und Quads.
Im Jahr 2006 begann CFMOTO international tätig zu werden und exportierte seine Produkte in verschiedene Länder, darunter die USA, Europa und Australien. 
Im Jahr 2011 gingen CFMOTO und KTM eine Handelspartnerschaft ein. 2017 gründeten die beiden Unternehmen ein Joint Venture, das die Produktion und den Verkauf von KTM-Motorrädern in China unter dem Namen „KTMR2R“ ermöglicht. CFMOTO montiert die Modelle mit kleinem Hubraum im Auftrag von KTM in seinen chinesischen Fabriken und produziert die KTM-Motoren mit größerem Hubraum. Im Gegenzug vertreibt Pierer Mobility die Modelle von CFMOTO in Europa.
Ende 2020 wurde unter dem Namen Zeeho eine Marke für Elektromotorräder als Tochtergesellschaft gegründet.
Seit November 2023 unterhält CFMOTO auch mit Yamaha ein Joint Venture, das die Produktion aller Yamaha-Modelle in China durch CFMOTO umfasst.

## Rennsport

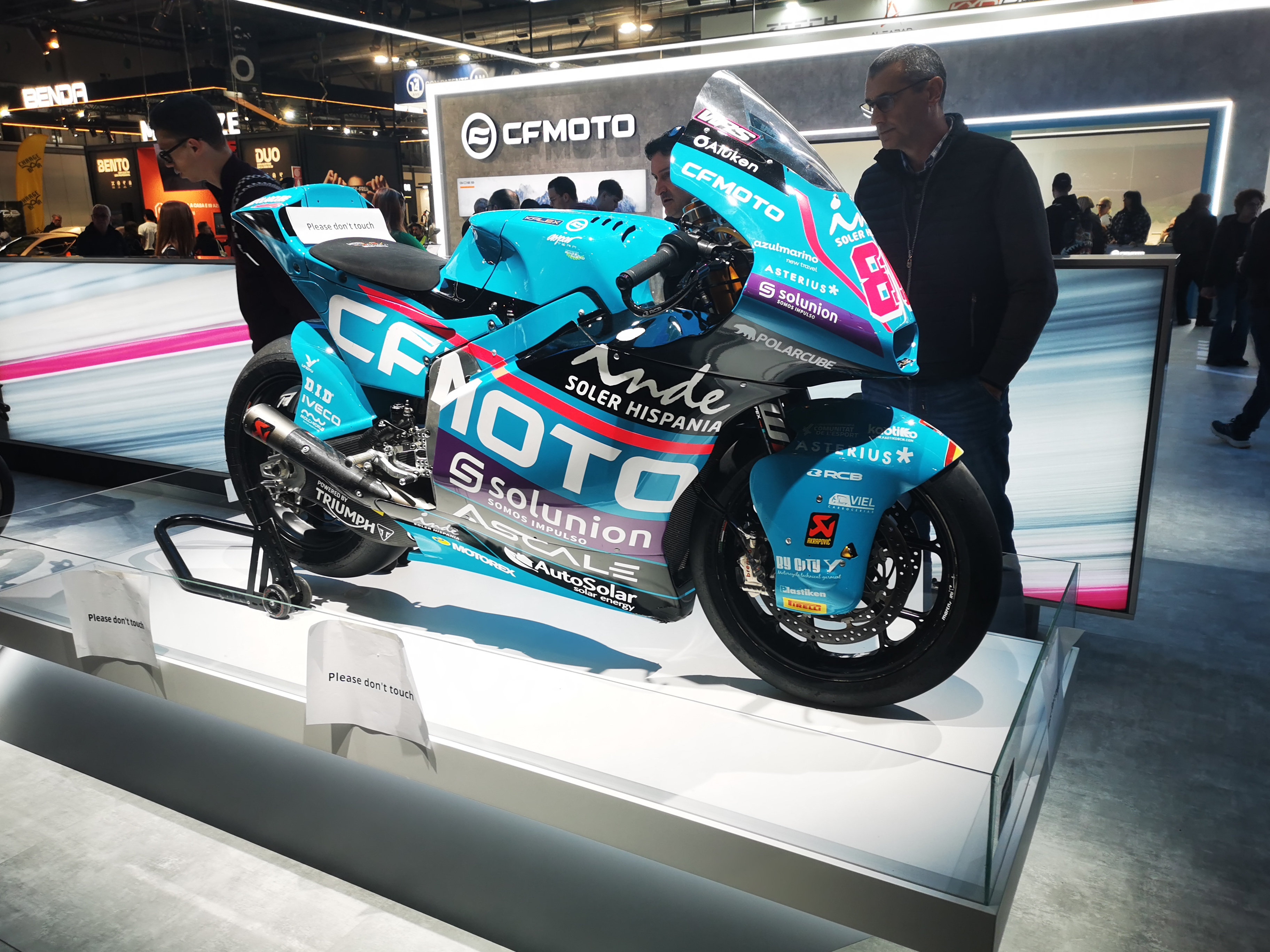
Moto2-Kalex des CFMoto Aspar Teams aus der Saison 2024 auf der EICMA 2024

CFMOTO startet seit 2022 in der Moto3-Klasse der Motorrad-Weltmeisterschaft.
In der Saison 2024 gewann der Kolumbianer David Alonso auf einer CFMOTO im Aspar Team den Moto3-Weltmeistertitel.

## Produkte

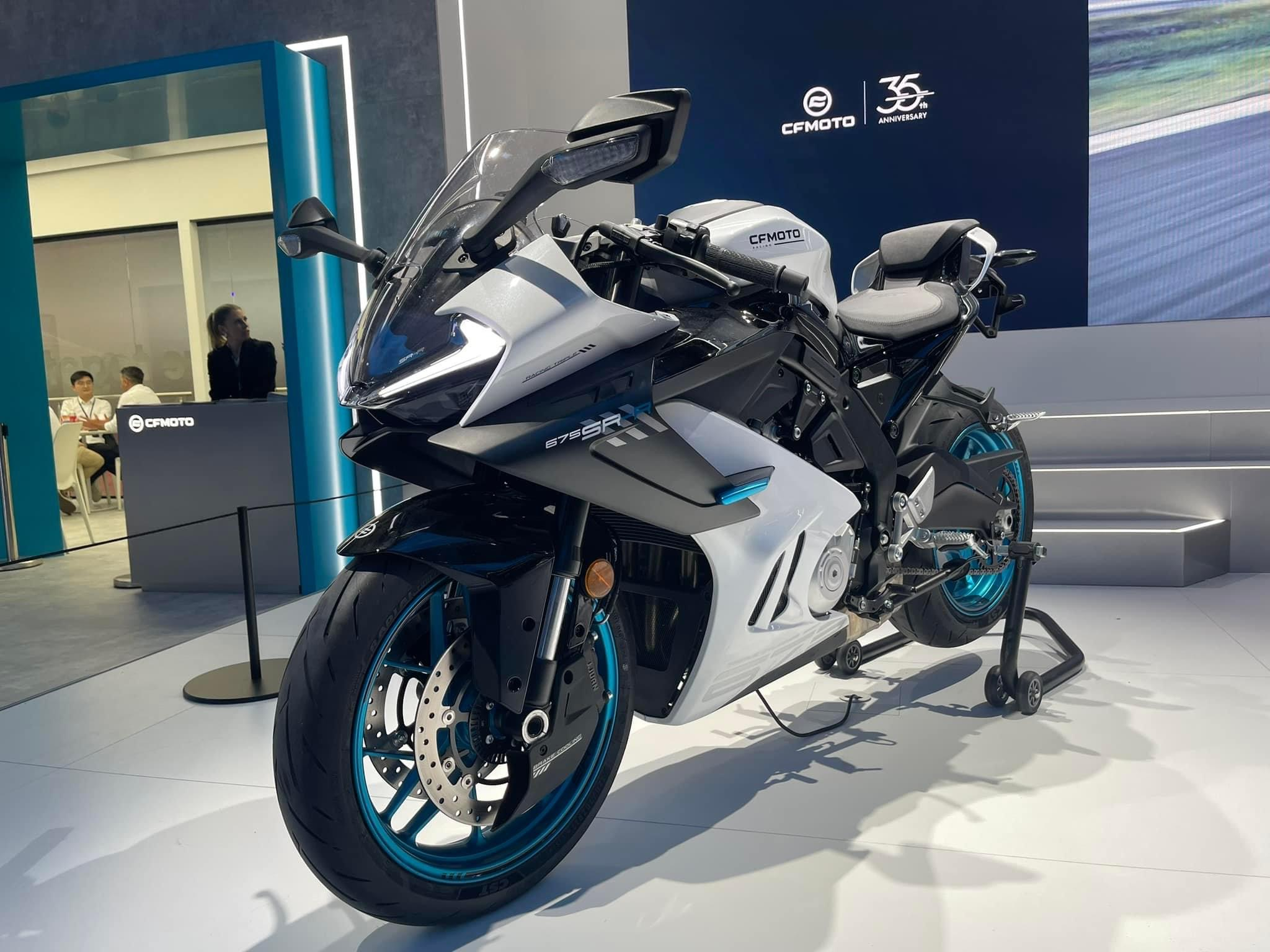
CFMOTO 675 SR

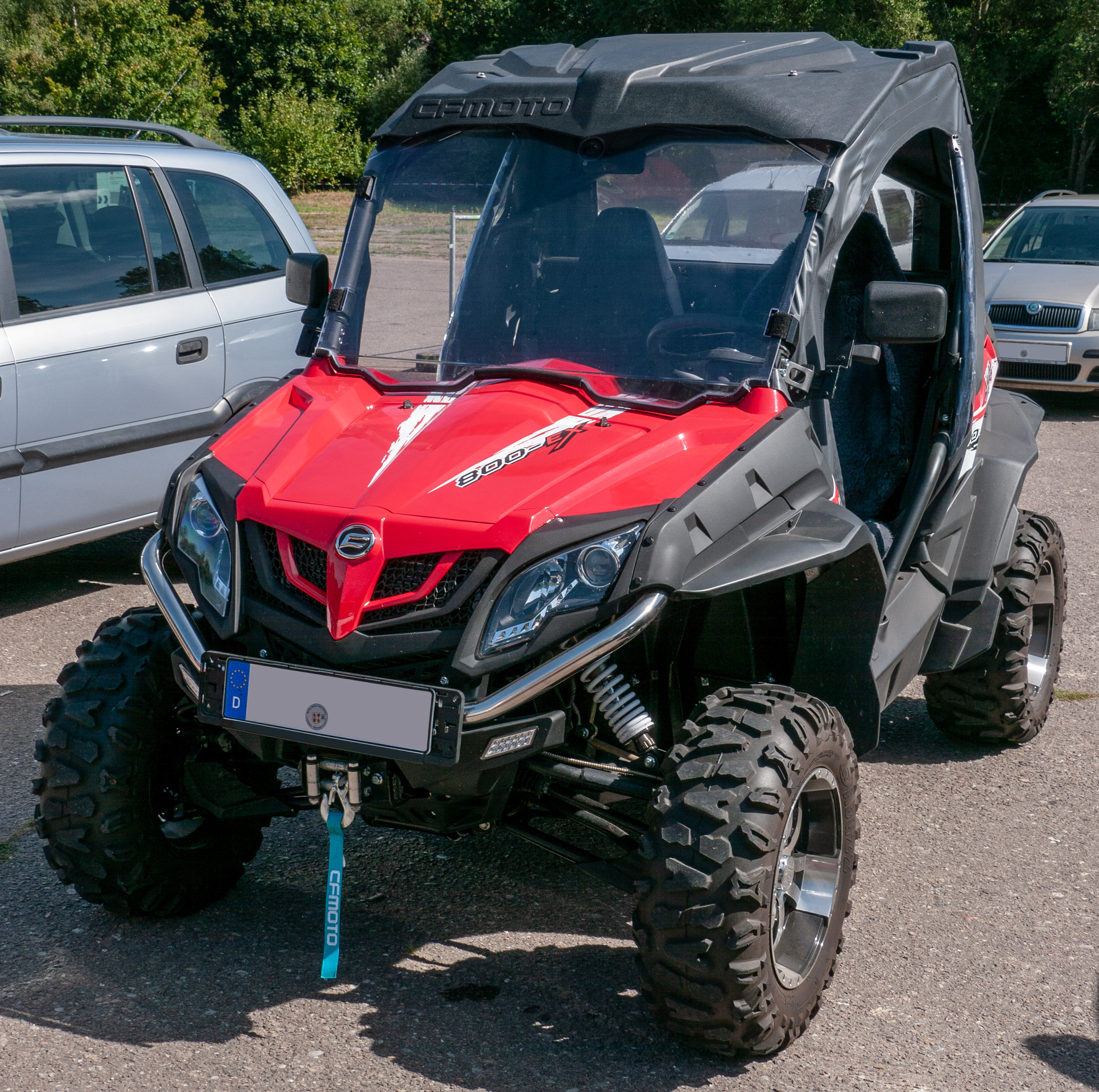
CFMOTO ZForce 800-EX Quad

### Motorräder
CFMOTO produziert verschiedene Motorradmodelle, darunter Sport-, Cruiser- und Adventure-Bikes. Zu den bekanntesten und meistverkauften Modellen gehören die 450 MT, 450 SR, 700 CL-X und 800 NK.

### Modellübersicht
CFMoto bietet in Deutschland schon jetzt eine Vielzahl von Motorrädern an. Die Spanne reicht vorwiegend von 300 ccm bis 800 ccm Hubraum. In der 800er-Reihe kommt dabei der 799-ccm-Parallel-Twin-Motor aus der KTM 790 Adventure zum Einsatz.
- Naked Bikes (NK): 300NK, 450NK, 650NK, 675NK, 800NK Sport, 800NK Advanced
- Sport Racing (SR): 300SR, 450SR, 450SR S, 675 Sr S
- Classic (CL-X): 300CL-X, 450CL-C, 700CL-X Heritage, 700CL-X Sport, 700CL-X Adventure
- Multi-Function Touring (MT): 450MT, 650MT, 700MT, 800MT Sport, 800MT Touring, 800MT Explore
- Nachwuchs (CX): CX-2E, CX-5E

### ATVs und UTVs
Das Unternehmen stellt außerdem eine Vielzahl von All-Terrain-Fahrzeugen (ATVs) und Quads her, die für Freizeit- und Arbeitsanwendungen geeignet sind.

### Motoren
Des Weiteren entwickelt und produziert CFMOTO eigene Motoren, die in ihren Fahrzeugen sowie in Produkten anderer Hersteller als Einbaumotoren verwendet werden.

### Zukunftsvisionen
Auf der EICMA 2024 in Mailand präsentiere CFMOTO unter dem Arbeitstitel „Master of Speed“ ein futuristisches Motorrad-Konzept mit 220 PS, was darauf hindeutet, dass sich die Marke langfristig auch im Premium-Segment etablieren will.